# Koukin (Niou)
Pour les articles homonymes, voir Koukin.
Koukin est une commune rurale située dans le département de Niou de la province du Kourwéogo dans la région Plateau-Central au Burkina Faso.

## Santé et éducation
Koukin accueille un dispensaire isolé tandis que le centre de santé et de promotion sociale (CSPS) le plus proche se trouve à Mouni et le centre médical avec antenne chirurgicale (CMA) de la province à Boussé.